# Natryskiwanie na zimno

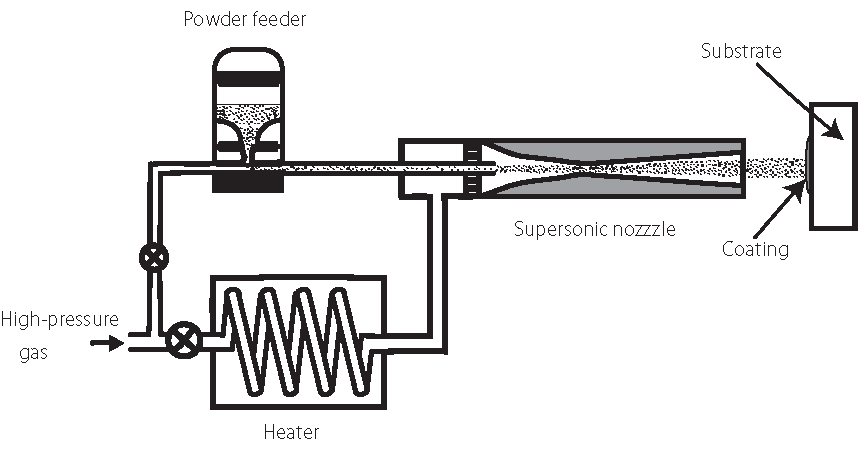
Schemat natryskiwania na zimno

Natryskiwanie na zimno (ang. Cold spraying) – proces polegający na rozpędzeniu stałych cząstek materiału natryskiwanego do prędkości naddźwiękowych za pomocą dyszy de Lavala, które po uderzeniu w podłoże tworzą spójną powłokę.
Natryskiwanie na zimno wprowadzono na rynek w latach 90. XX wieku. Metoda ta została pierwotnie opracowana w Związku Socjalistycznych Republik Radzieckich podczas eksperymentów w tunelu aerodynamicznym z erozją celu, który był wystawiony na szybki dwufazowy przepływ drobnego proszku. Naukowcy przypadkowo zaobserwowali szybkie tworzenie się w nim powłok.
W natryskiwaniu dynamicznym zimnym gazem dysza o zbieżno-rozbieżnej geometrii umożliwia osiągnięcie przez podgrzany i sprężony strumień gazu prędkości od 300 do 1200 m/s. Proces natryskiwania zachodzi jednak przy prędkości progowej ustalonej dla konkretnego materiału nanoszonego. Temperatura gazu nośnego jest niższa niż temperatura materiału wsadowego i mieści się w zakresie 0–800°C. Jako gazy procesowe stosuje się najczęściej hel i azot. Do rozpędzonego strumienia gazu podawany jest proszek mający utworzyć powłokę o wielkości cząstek w granicach 5–150 μm. W pierwszej fazie nanoszenia warstwy metalu dochodzi do tzw. aktywacji powierzchni, gdzie usuwane są warstwy tlenków, a podłoże zostaje kraterowane. W następnej fazie dochodzi do powstania właściwej powłoki dzięki obecności mechanicznego zakleszczenia oraz zjawiska adiabatycznego ścinania.

## Wysokociśnieniowe i niskociśnieniowe natryskiwanie na zimno
W zależności od prędkości progowej dla różnorodnych materiałów technologię dzieli się na 2 odmiany: wysoko- i niskociśnieniową. Głównymi różnicami między nimi są: budowa dyszy służącej do natryskiwania, sposób podawania proszku, możliwość osiągania innych prędkości gazu roboczego czy też stosowanie różnych ciśnień.
Wysokociśnieniowe natryskiwanie na zimno (ang. HPCS – High Pressure Cold Spray) – cząstki stałe o średnicy w zakresie 5–100 μm przyspieszane są w naddźwiękowym strumieniu ogrzanego gazu do dużych prędkości (600–1200 m/s). Gaz nośny pod wysokim ciśnieniem (w zakresie 1–5 MPa) przepuszczony zostaje przez zbieżno-rozbieżną część dyszy de Levala. Strumień gazu po przejściu do rozbieżnej części dyszy zaczyna się rozszerzać, jego gęstość maleje, temperatura spada, a także przyspiesza do prędkości naddźwiękowych. W odmianie wysokociśnieniowej natryskiwania na zimno jako gaz procesowy stosowany jest głównie hel oraz mieszaniny helu z azotem i helu z powietrzem. Możliwe jest nanoszenie takich materiałów jak: Ti, Si, Ta, Ag, stali stopowych oraz niestopowych, niemożliwych lub utrudnionych do stosowania w odmianie niskociśnieniowej.
Niskociśnieniowe natryskiwanie na zimno (ang. LPCS – Low Pressure Cold Spray) – gaz roboczy przy ciśnieniu rzędu 0,5–1 MPa zostaje podgrzewany do temperatury nie wyższej niż 550°C, a następnie przepuszczany przez zbieżno-rozbieżną dyszę de Lavala. Gazem roboczym jest powietrze (rzadziej hel), a osiągana prędkość wynosi około 650 m/s. Najczęściej stosowane są proszki metali miękkich: Cu, Al, Ni, Zn, Sn, bądź ich mieszaniny z Al2O3 i materiałami typowymi dla HPCS.

## Materiały proszków w metodzie natryskiwania na zimno
Energia kinetyczna cząstek jest silnie uzależniona od granulacji proszków – duża masa cząstek uniemożliwia im osiągnięcie pożądanej prędkości, dlatego preferuje się proszki o małej granulacji.  Większa powierzchnia proszku wpływa na wzrost jego ilości ulegającej utlenianiu, co niekorzystnie wpływa na proces. Obecność dużych cząstek również powoduje spadek wydajności, gdyż zazwyczaj odbijają się one od powierzchni podłoża. Istotne jest zachowanie równomiernego i niewielkiego rozkładu wielkości cząstek, co pozwala na osiąganie przez nie równomiernej prędkości krytycznej, a także na ogrzewanie ich do tej samej temperatury w podobnym czasie. Wpływa to na otrzymanie jednolitej jakości powlekania. Najłatwiej jest uzyskać powłoki o dobrych właściwościach dla proszków sferycznych, mają one bowiem przewidywalne i porównywalne opory.
Jednym ze sposobów wytwarzania proszków jest atomizacja stopionego metalu. Wykorzystuje się do tego piec indukcyjny lub piec łukowy. Po stopieniu materiał jest bardzo gwałtownie przyspieszany w wybranym środowisku (powietrzu, wodzie, gazie obojętnym), dzięki czemu tworzą się kropelki. Ulegają one szybkiemu zestaleniu, tworząc proszek. Istotne jest tutaj kontrolowanie wielkości i kształtu cząstek oraz ich utlenienia. Ostatni z parametrów można kontrolować tylko poprzez kontrolę środowiska zestalenia. Kształt cząstek jest zależny od środowiska atomizacji - atomizacja w wodzie powoduje powstanie kształtu kulistego, natomiast rozpylane w gazie materiały przybierają nieregularne kształty. Na wielkość cząstek można wpłynąć przez zastosowanie procesów rozdrabniania. Kruszenie proszków stosuje się tylko do materiałów ceramicznych. Przed kruszeniem materiału do wielkości oczekiwanej, poddawany jest on kolejno: mieszaniu, topieniu i odlewaniu oraz schłodzeniu. Innym sposobem wytworzenia proszków jest proces mielenia. Polega on na zmniejszeniu wielkości cząstek poprzez wykorzystanie środka mielącego, którym są zazwyczaj kulki stalowe. W celu zmniejszenia strat energii korzysta się także ze środków smarnych. W procesie tym możliwe jest uzyskanie cząstek o rozmiarach rzędu 1 nm. Wadą procesu mielenia może być zanieczyszczenie otrzymanych proszków spowodowane degradacją medium mielącego. Proszki otrzymane w procesie mielenia zawierają cząstki o niesferycznym kształcie. Powoduje to większe opory w gazie (nośniku) i ograniczenie prędkości rozpylania proszku podczas natryskiwania.

## Mechanizm tworzenia się powłok
Mechanizm tworzenia się powłok nie jest do końca poznany mimo prowadzonych eksperymentów i symulacji. Najbardziej prawdopodobny jest mechanizm niestabilnego adiabatycznego ścinania (ang. adiabatic shear instability). Polega on na utracie przez materiał dotychczasowej wytrzymałości na ścinanie, przez co mechanizm deformacji zmienia się z plastycznego w lepki. Tworzenie wiązań metalicznych między cząstkami a podłożem (a także pomiędzy samymi cząstkami) jest możliwe w wyniku uderzania cząstek w podłoże oraz na skutek naprężeń ściskających. Założenia tego mechanizmu nie są jednak w pełni zgodne z przeprowadzanymi eksperymentami.
Proponowany jest 4-etapowy proces formowania powłoki:
- etap 1: podłoże jest kraterowane i powstaje pierwsza warstwa cząstek,
- etap 2: cząstki są odkształcane, obracane i przegrupowywane,
- etap 3: tworzą się wiązania metaliczne oraz redukuje się pusta przestrzeń pomiędzy cząstkami, co pozwala na tworzenie się grubej i twardej powłoki,
- etap 4: kiedy cząstki proszku nadal się akumulują, naprężenia ściskające powodują dalsze odkształcenia plastyczne i utwardzanie warstwy[4].

Jeżeli uzyskana będzie odpowiednia prędkość uderzenia cząstek o podłoże, niektóre z tych etapów mogą zachodzić jednocześnie.